# Bolitoglossa peruviana
Bolitoglossa peruviana es una especie de salamandras en la familia Plethodontidae.
Habita en Ecuador y Perú.
Su hábitat natural son bosques húmedos tropicales o subtropicales a baja altitud, plantaciones y zonas previamente boscosas ahora muy degradadas.